# Dendrobates azureus
Dendrobates tinctorius "azureus" là một loài ếch phi tiêu độc màu xanh trong họ Dendrobatidae. Loài này phân bố ở các khu rừng bao quanh bởi các xa vẳn Sipaliwini ở nam Suriname và phía bắc đến trung Brasil. Tên khoa học Dendrobates azureus do thực tế nó có màu xanh da trời (azure). Tên Anh Điêng Tirio của loài ếch này là okopipi. Loài này trước đây được xem là một loài riêng biệt, các tác giả gần đây xem nó là một dạng khác của Dendrobates tinctorius.
Loài này có kích thước trung bình, nặng khoảng 8 gram, dài khoảng 3-4,5 cm và có tuổi thọ điển hình 4-6 năm trong tự nhiên. Màu xanh da phục vụ như một cơ chế tự vệ đối với các loài săn mồi. Chất độc của nó có thể làm què hay giết chết con vật săn mồi.

## Hình ảnh

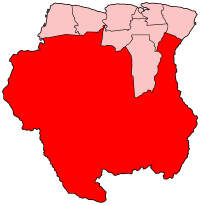
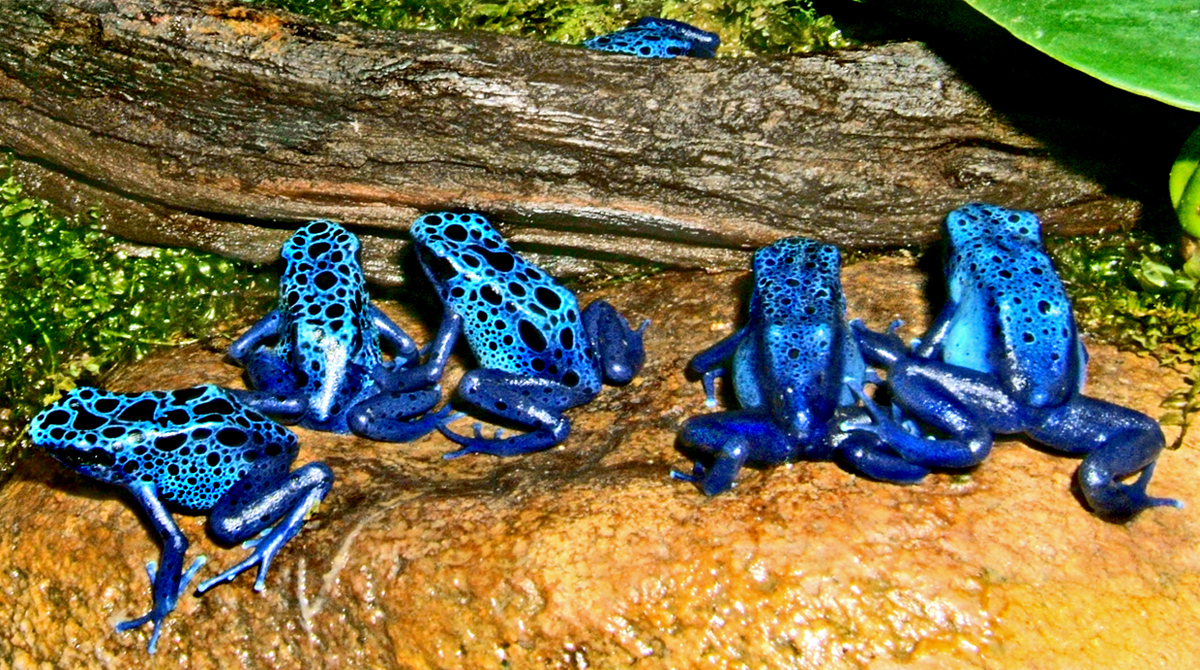
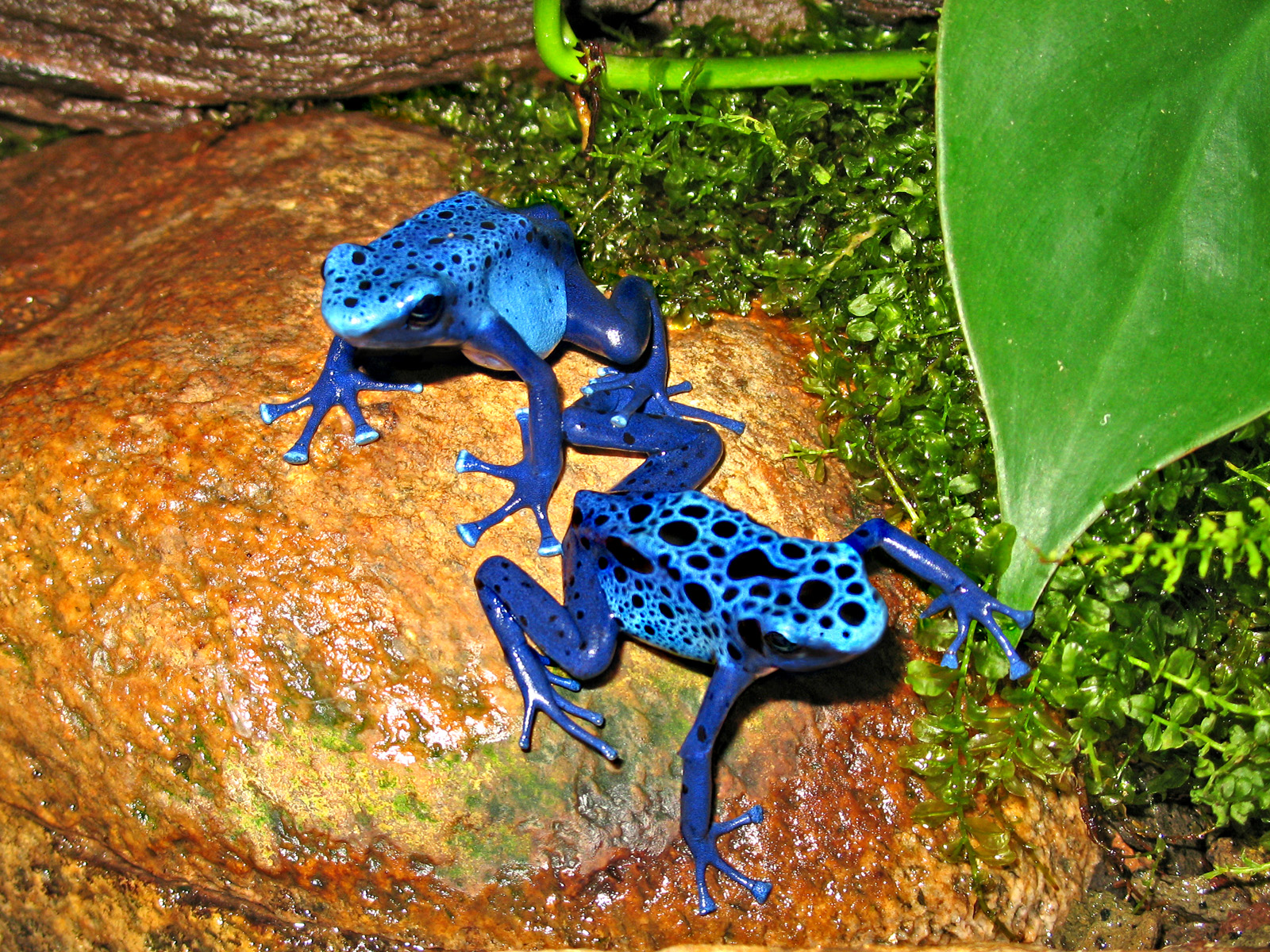
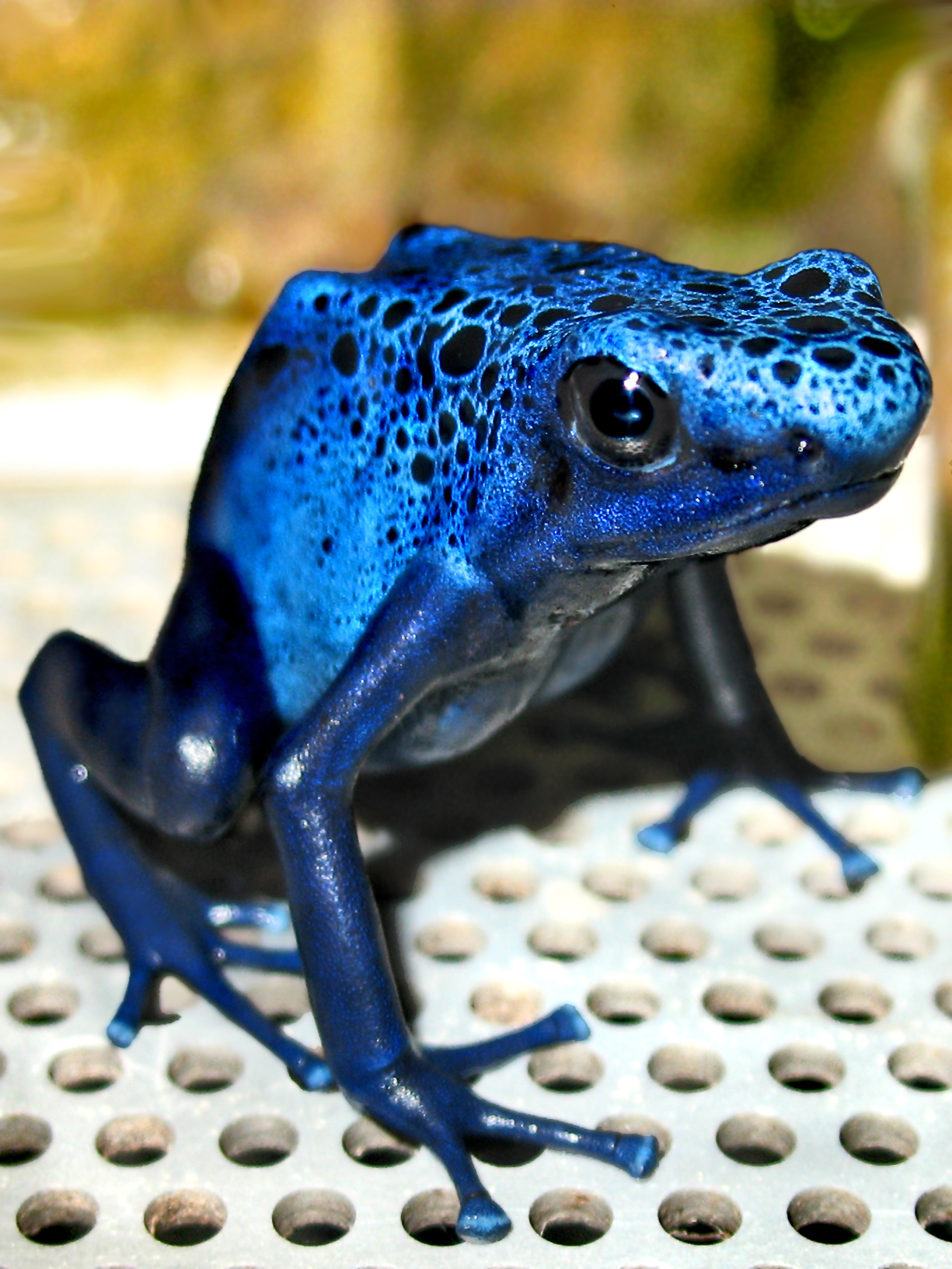